# Bojary (województwo podlaskie)
Bojary – wieś w Polsce położona w województwie podlaskim, w powiecie białostockim, w gminie Turośń Kościelna.
Przez miejscowość przebiega droga wojewódzka nr 682 i zelektryfikowana linia kolejowa nr 6 Zielonka – Kuźnica Białostocka z przystankiem Bojary.
W latach 1975–1998 miejscowość administracyjnie należała do województwa białostockiego.
Wierni kościoła rzymskokatolickiego należą do parafii św. Wojciecha w Uhowie.